# Vibrissina curva
Vibrissina curva là một loài ruồi trong họ Tachinidae.